# 乔普拉亚戈拉

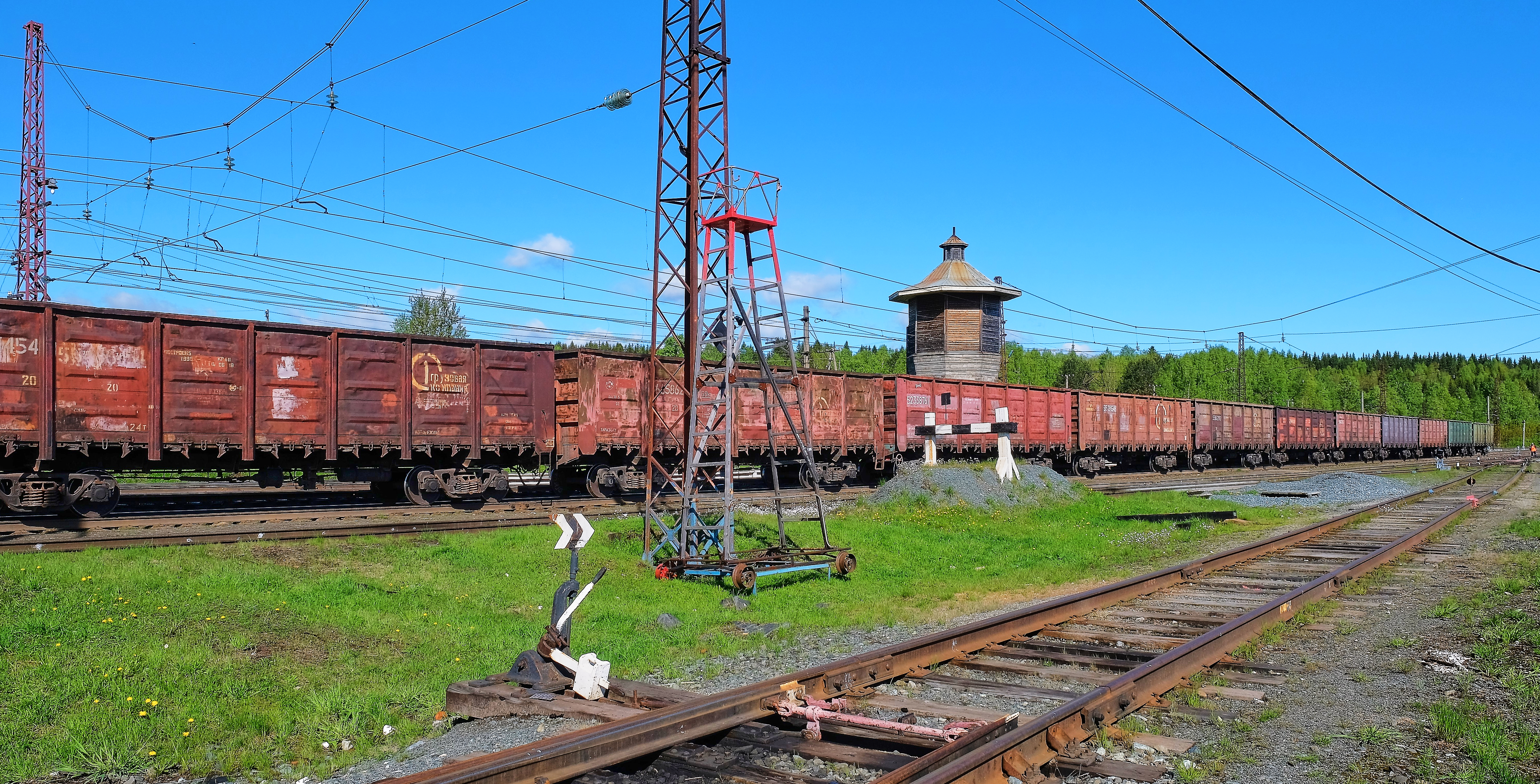
乔普拉亚戈拉站

乔普拉亚戈拉（羅馬化：Tyoplaya Gora）是俄罗斯彼尔姆边疆区的市级镇，属戈尔诺扎沃茨克区，地处彼尔姆边疆区东部中乌拉尔地区，位于卡马河流域丘索瓦亚河一支流科伊瓦河畔，在区行政中心戈尔诺扎沃茨克及边疆区首府彼尔姆东北方。镇内设有同名铁路车站。
附近的市级镇有普罗梅斯拉、比谢尔、旧比谢尔、萨拉内。
该地2022年人口有2,598人；2010年人口3,306；2002年人口3,860；1989年人口4,558。